# Zelenîi Hai, Antrațît
Zelenîi Hai (în ucraineană Зелений Гай) este o comună în raionul Antrațît, regiunea Luhansk, Ucraina, formată numai din satul de reședință.

## Demografie
Componența lingvistică a comunei Zelenîi Hai
     Rusă (75,52%)
     Ucraineană (21,85%)
     Alte limbi (0,44%)
Conform recensământului din 2001, majoritatea populației comunei Zelenîi Hai era vorbitoare de rusă (75,52%), existând în minoritate și vorbitori de ucraineană (21,85%).